# Paraulacizes sparsa
Paraulacizes sparsa är en insektsart som först beskrevs av Fowler 1899.  Paraulacizes sparsa ingår i släktet Paraulacizes och familjen dvärgstritar. Inga underarter finns listade i Catalogue of Life.